# Butorfanol
Butorfanol is een synthetisch opioïde. Het vertoont op de opiaatreceptors in het brein μ-antagoniste, κ-agoniste en σ-agoniste activiteiten.

## Werking
De actie van butorfanol geeft analgesie en lichte sedatie, terwijl het antagonisme op de opioide receptoren μ butorfanol minder emetisch en minder ademhalingsdepressief dan morfine en μ-agoniste derivaten maakt. Butorfanol wordt ook als een centraal antitussivum gebruikt, omdat het het hoestreflexcentrum remt in de medulla oblongata.

## Gebruik en dosering
In de (humane) geneeskunde is butorfanol 7 maal analgetischer dan morfine en 100 maal antitussiever (hoestdempender) dan codeïne. Zoals het een μ-agoniste activiteit heeft, veroorzaakt butorfanol geen verslaving aan morfine.
In de veterinaire geneeskunde is butorfanol minder analgetisch dan morfine. Het is ingedeeld als IIb analgeticum, op indicatie tegen matige tot ernstige viscerale pijn en lage somatische pijn geeft. Butorfanol is interessant voor multimodale analgesie in combinatie met α2-agonisten als medetomidine, want het helpt hun lagere doses: 0,2 mg/kg van butorfanol met 20 µg/kg van medetomidine voor intraveneus of intramusculair gebruik.
Butorfanol kan via intraveneuze infusie gebruikt worden: 0,2 tot 0,4 mg/kg/u bij hond.
| Proefdier | Dosering          | Toediening | Wacht         | Duur             |
| --------- | ----------------- | ---------- | ------------- | ---------------- |
| Hond      | 0,2 tot 0,4 mg/kg | IM, IV     | 10 tot 20 min | 20 min tot 3 uur |
| Hond      | 0,5 tot 2 mg/kg   | Oraal      | 30 min        | 6 tot 8 uur      |
| Kat       | 0,1 tot 0,8 mg/kg | IM, IV, SC | 10 tot 20 min | 2 tot 4 uur      |

## Farmacologie
Butorfanol heeft een halveringstijd van tegen 1,5 uur. De duur van het analgetische effect heeft een grote interindividuele variabiliteit. Na één uur is de serumconcentratiepiek maximaal. Als alle opioïde receptoren μ en κ verzadigd zijn, ondergaat butorfanol een maximumeffect bij doses van 0,5 tot 0,6 mg/kg, waaruit de analgetische en sedatieve effecten niet meer vergroten.
Butorfanol passeert door de placenta en de concentraties in het foetale plasma worden gelijkwaardig aan die in het plasma van de moeder. Oraal toegediend ondergaat butorfanol een groot first-pass-effect en slechts 1/6de van de dosis komt beschikbaar in het plasma gaat. De lever zet butorfanol om in een inactieve vorm. De verdere uitscheiding is in wezen renaal.

## Toxicologie en veiligheid
Butorfanol heeft hoge therapeutische indices: 16 (IV), 29 (IM) en 63 (SC). Bij hond is de LD50 tegen 50 mg/kg. In geval van acute intoxicatie is butorfanol verantwoordelijk voor depressie van het centrale zenuwstelsel (ataxie, convulsies en lethargie) en van het ademhalingsapparaat (bradypnea, bradycardie). Het kan ook gastro-intestinale symptomen (diarree, obstipatie, anorexia) veroorzaken.
Bij een acute intoxicatie is het noodzakelijk naloxon via intraveneuze, intramusculaire of subcutane injectie te geven.

## Interacties
Butorfanol moet niet met de μ-agoniste opiaten (als morfine) geïnjecteerd worden. Erytromycine en theofylline kunnen het metabolisme van butorfanol verlagen.